# Membressa
Membressa (łac. Diocesis Membressitanus) – stolica historycznej diecezji w Cesarstwie rzymskim w prowincji Afryka Prokonsularna, sufragania metropolii Kartagina. Współcześnie w Tunezji. Obecnie katolickie biskupstwo tytularne.

## Biskupi tytularni
| Lp. | Biskup                    | Funkcja                                | Od               | Do             |
| --- | ------------------------- | -------------------------------------- | ---------------- | -------------- |
| 1   | John Aloysius Morgan      | biskup pomocniczy Canberry (Australia) | 6 marca 1969     | 21 maja 2008   |
| 2   | Waldemar Passini Dalbello | biskup pomocniczy Goiânii (Brazylia)   | 30 grudnia 2009  | 3 grudnia 2014 |
| 3   | Fernand Cheri             | biskup pomocniczy Nowego Orleanu (USA) | 12 stycznia 2015 | 21 marca 2023  |
| 4   | Cristiano Borro Barbosa   | biskup pomocniczy Bostonu (USA)        | 9 grudnia 2023   |                |